# A priori і a posteriori
Апріорі (від раннього) і апостеріорі (від пізнішого) — це латинські фрази, які використовуються у філософії для розрізнення типів знання, обґрунтування або аргументації за їх опорою на емпіричні дані чи досвід. Апріорне знання не залежить від поточного досвіду (наприклад, як частина нового дослідження). Приклади включають математику, тавтології та дедукцію з чистого судження. Апостеріорне знання залежить від емпіричних даних. Приклади включають більшість галузей науки та аспекти особистих знань.
Терміни походять від аналітичних методів, знайдених в Органоні, збірці творів Аристотеля. Попередня Аналітика (a priori) стосується дедуктивної логіки, яка походить від визначень і перших принципів. Апостеріорна Аналітика (a posteriori) стосується індуктивної логіки, яка походить із даних спостережень.
Обидва терміни з'являються в Началах Евкліда і були популяризовані «Критикою чистого розуму» Іммануїла Канта, впливовою працею в історії філософії. Обидва терміни в основному використовуються як модифікатори іменника «знання» (тобто «апріорне знання»). Апріорі може використовуватися для зміни інших іменників, таких як «істина». Філософи можуть використовувати апріорність, апріорист і апріорність як іменники, що стосуються якості бути апріорним.

## Приклади

### Апріорі
Розглянемо припущення: «Якщо Георг V правив принаймні чотири дні, то він правив більше трьох днів». Це те, що людина знає апріорі, тому що воно виражає твердження, яке можна вивести лише розумом.

### Апостеріорі
Розглянемо тезу: «Георг V правив з 1910 по 1936 рік». Це те, що (якщо це правда) потрібно пізнати апостериорно, оскільки воно виражає емпіричний факт, непізнаваний лише розумом.

## Пріоритетність, аналітичність і необхідність

### Відношення до аналітико-синтетичного
Кілька філософів, реагуючи на Іммануїла Канта, прагнули пояснити апріорне знання, не звертаючись до, як пояснює Пол Богоссян, «спеціальної здатності [інтуїції]…яка ніколи не була описана в задовільних термінах». Одна теорія, популярна серед логічних позитивістів початку 20-го століття, — це те, що Богосян називає «аналітичним поясненням апріорі». Різниця між аналітичними і синтетичними пропозиціями вперше була введена Кантом. У той час як його оригінальне розрізнення в першу чергу проводилося з точки зору концептуального обмеження, сучасна версія такого розрізнення передусім включає, як висловився американський філософ В. В. О. Куайн, поняття «істинного в силу значень і незалежно від факту».
Аналітичні пропозиції вважаються істинними лише через їх значення самих по собі, тоді як апостериорні пропозиції вважаються істинними через їх значення та певні факти про світ. Згідно з аналітичним поясненням апріорі, усі апріорні знання є аналітичними; тому апріорне знання не потребує спеціальної здатності до чистої інтуїції, оскільки воно може бути пояснено простою здатністю людини зрозуміти значення пропозиції, про яку йдеться. Простіше кажучи, прихильники цього пояснення стверджували, що звели сумнівну метафізичну здатність чистого розуму до законного лінгвістичного поняття аналітичності.

Аналітичне пояснення апріорного знання зазнало ряду критики. Зокрема, Куайн стверджує, що аналітичне та синтетичне розрізнення є неправомірним:
Але попри всю свою апріорну розумність, межа між аналітичними та синтетичними твердженнями просто не проведена. Те, що таке розрізнення взагалі існує, є неемпіричною догмою емпіриків, метафізичним віровченням.
Хоча обґрунтованість критики Куайна викликає серйозні суперечки, вона мала потужний вплив на проєкт пояснення апріорного в термінах аналітики.

### Відношення до необхідних істин і можливих істин
Метафізичне розрізнення між необхідними і можливими істинами також було пов'язане з апріорним і апостериорним знанням.
Твердження, яке обов'язково є істинним, — це те, в якому його заперечення суперечить самому собі. Крім того, кажуть, що це правда в усіх можливих світах. Наприклад, якщо розглядати пропозицію «всі холостяки неодружені», її заперечення (тобто пропозиція про те, що деякі холостяки одружені) є незв'язним через те, що концепція неодруженості (або значення слова «неодружений») прив'язана до частини поняття «холостяк» (або частина визначення слова «холостяк»). У тій мірі, в якій протиріччя неможливі, самосуперечливі пропозиції обов'язково є хибними, оскільки неможливо, щоб вони були істинними. Отже, заперечення самосуперечливої пропозиції обов'язково має бути істинним.
Навпаки, пропозиція, яка є можливо істинною, — це така, в якій її заперечення не суперечить самому собі. Таким чином, кажуть, що це не є правдою в усіх можливих світах. Як припускає Джейсон Бер, здається правдоподібним, що всі необхідні пропозиції відомі апріорі, тому що «чуттєвий досвід може розповісти нам лише про реальний світ і, отже, про те, що сталося; він не може сказати нічого про те, що повинно або не повинно було статися».
Слідом за Кантом деякі філософи вважали зв'язок між апріорністю, аналітичністю та необхідністю надзвичайно тісним. За словами Джеррі Фодора, «позитивізм, зокрема, сприймав як належне те, що апріорні істини повинні бути необхідними». Однак після Канта відмінність між аналітичними та синтетичними пропозиціями дещо змінилася. Аналітичні судження здебільшого вважалися «істинними через значення та незалежно від факту», тоді як синтетичні судження такими не були: треба провести якесь емпіричне дослідження, дивлячись на світ, щоб визначити істинну цінність синтетичних суджень.

### Пріоритетність, аналітичність і необхідність
З тих пір апріорність, аналітичність і необхідність стали більш чітко відокремлені один від одного. Американський філософ Сол Кріпке (1972), наприклад, наводить вагомі аргументи проти цієї позиції, стверджуючи, що існують необхідні апостериорні істини. Наприклад, твердження, що вода є H2O (якщо воно істинне): Згідно з Кріпке, це твердження обов'язково є істинним, тому що вода і H2O є одним і тим же, вони ідентичні в усіх можливих світах, і істини ідентичності логічно необхідні; і апостеріорно, тому що це відомо лише шляхом емпіричного дослідження. Дотримуючись таких міркувань Кріпке та інших (див. Гіларі Патнем), філософи схильні більш чітко розрізняти поняття апріорності від поняття необхідності та аналітичності.
Однак визначення цих термінів у Кріпке дещо відрізняються від визначення Канта. Беручи до уваги ці відмінності, суперечливий аналіз іменування Кріпке як умовного та апріорного, на думку Стівена Палмквіста, найкраще впишеться в епістемологічну структуру Канта, назвавши його «аналітичним апостериорним». Аарон Сломан представив короткий захист трьох розрізнень Канта (аналітичне/синтетичне, апріорне/емпіричне та необхідне/можливе), оскільки він не припускав «можливої світової семантики» для третього розрізнення, лише те, що якась частина цього світу могла бути іншою. 
Відношення між апріорністю, необхідністю та аналітичністю виявити нелегко. Однак більшість філософів принаймні, здається, погоджуються з тим, що, хоча різні відмінності можуть збігатися, поняття явно не є ідентичними: розрізнення апріорне / апостеріорне є епістемологічним; розрізнення аналітичне/синтетичне є лінгвістичним; і розрізнення необхідне/умовне є метафізичним.

## Історія

### Ранні використання
Термін апріорі латиною означає «від того, що було раніше» (або, менш буквально, «від перших принципів, до досвіду»). Навпаки, термін a posteriori латинським означає «від того, що приходить пізніше» (або «після досвіду»).
Вони з'являються в латинських перекладах Начал Евкліда, твору, який широко вважався на початку європейського модерного періоду періоду зразком точного мислення.
Раннім філософським використанням того, що можна вважати поняттям апріорного знання (хоча воно не називається такою назвою), є теорія спогаду Платона, викладена в діалозі «Мено», згідно з яким щось на зразок апріорного знання є знанням притаманним, внутрішнім в людському розумі.
Альберт Саксонський, логік XIV століття, писав як апріорі, так і апостериорі.
Ранній сучасний філософ-томіст Джон Сержант розрізняє терміни за напрямком висновку щодо відповідних причин і наслідків. Продемонструвати щось a priori означає «продемонструвати належні наслідки з належних ефективних причин», а аналогічно продемонструвати a posteriori означає продемонструвати «належні ефективні причини з належних наслідків», згідно з його роботою 1696 року The Method to Science Book III, Lesson IV, Section. 7.
Г. В. Лейбніц ввів відмінність між апріорними та апостериорними критеріями можливості поняття у своєму (1684) короткому трактаті «Роздуми про знання, істину та ідеї». Апріорні та апостериорні аргументи існування Бога з'являються в його Монадології (1714).
Джордж Берклі окреслив цю відмінність у своїй праці 1710 року «Трактат про принципи людського знання» (п. XXI).

### Іммануїл Кант
Німецький філософ XVIII століття Іммануїл Кант (1781) виступав за поєднання раціоналістичних і емпіричних теорій. Кант каже: «Хоч усе наше пізнання починається з досвіду, з цього не випливає, що воно виникає з [спричинено] досвідом». За Кантом, апріорне пізнання є трансцендентним, або заснованим на формі всього можливого досвіду, тоді як апостериорне пізнання є емпіричним, заснованим на змісті досвіду:
Цілком можливо, що наше емпіричне знання є сумішшю того, що ми отримуємо через враження, і того, що здатність пізнання постачає з самих чуттєвих вражень [даних почуттів], даючи лише привід [можливість для причини викликати свій наслідок].
Всупереч сучасному використанню цього терміну, Кант вважає, що апріорне знання не є цілком незалежним від змісту досвіду. На відміну від раціоналістів, Кант вважає, що апріорне пізнання в чистому вигляді, тобто без домішки будь-якого емпіричного змісту, обмежується дедукцією умов можливого досвіду. Ці апріорні, або трансцендентні умови, містяться в когнітивних здібностях людини і не забезпечуються досвідом загалом або будь-яким досвідом зокрема (хоча існує аргумент, що апріорні інтуїції можуть бути «запущені» досвідом).
Кант висунув і дослідив можливість трансцендентальної логіки, за допомогою якої можна розглядати дедукцію апріорного в його чистому вигляді. Простір, час і причинність вважаються чистою апріорною інтуїцією. Кант міркував, що чисті апріорні інтуїції встановлюються через його трансцендентну естетику та трансцендентну логіку. Він стверджував, що людський суб'єкт не мав би такого досвіду, якби ці апріорні форми певним чином не становили його як людського суб'єкта. Наприклад, людина не відчувала б світ як упорядковане, кероване місце, якщо б час, простір і причинність не були визначальними функціями у формі здібностей сприйняття, тобто не може бути досвіду взагалі без простору, часу чи причинності як конкретних детермінант. Твердження більш формально відоме як трансцендентна дедукція Канта, і це центральний аргумент його основної праці, Критики чистого розуму. Трансцендентальна дедукція стверджує, що час, простір і причинність ідеальні настільки ж, наскільки реальні. Розглядаючи можливу логіку апріорі, ця найвідоміша з дедукцій Канта зробила вдалу спробу в справі факту суб'єктивності, того, що становить суб'єктивність і який зв'язок вона має з об'єктивністю та емпіричністю.

### Йоганн Фіхте
Після смерті Канта ряд філософів бачили, що вони виправляють і розширюють його філософію, що призвело до різних форм німецького ідеалізму. Одним із таких філософів був Йоганн Фіхте. Його учень (і критик), Артур Шопенгауер, звинуватив його в тому, що він заперечує відмінність між апріорним і апостериорним знанням:
...  оскільки річ у собі була щойно дискредитована, Фіхте, одразу підготував систему без будь-якої речі в собі. Отже, він відкидав припущення про те, що не було наскрізного і все було лише через нашу репрезентацію, і тому дозволив пізнаючому суб'єкту бути всім або принаймні виробляти все з власних ресурсів. З цією метою він одразу скасував суттєву та найбільш гідну частину доктрини Канта, різницю між «апріорі» та «апостеріорі» і, отже, між феноменом і річчю у собі. Бо він оголосив усе «апріорі», природно, без будь-яких доказів для такого жахливого твердження; замість них він давав софізми і навіть божевільні бутафорські демонстрації, абсурдність яких ховалася під маскою глибокодумності й нібито випливаючої звідси незрозумілості. Крім того, він сміливо й відкрито звертався до інтелектуальної інтуїції, тобто насправді до натхнення.— Schopenhauer, Parerga and Paralipomena, Том. 1, § 13

### Цитування
1. ↑  Bird, 1995, с. 439.
2. ↑  Kitcher, 2001
3. 1 2  Boghossian, 2003
4. 1 2  Quine, 1951
5. ↑  Quine, 1951
6. ↑  Baehr, 2006, § 3
7. ↑  Fodor, 1998
8. ↑  Sloman, 1965.
9. ↑  Baehr, 2006, § 2-3
10. ↑  Hoiberg, 2010
11. 1 2  Look, 2007.
12. 1 2  Kant, 1781

## Подальше читання
- Descartes, René (1641). In Cottingham та ін. (ред.). Meditationes de prima philosophia, in qua Dei existentia et animæ immortalitas demonstratur [Meditations on First Philosophy]. Архів оригіналу за 15 липня 2013. Процитовано 25 серпня 2006.
- — (1984). The Philosophical Writings of Descartes. Т. 2. Cambridge, UK: Cambridge University Press. ISBN 978-0521288088.
- Fodor, Jerry (21 жовтня 2004). Water's Water Everywhere. London Review of Books. 26 (21)..
- Greenberg, Robert (2001). Kant's Theory of a Priori Knowledge. University Park, PA: Penn State Press. ISBN 978-0271020839. Архів оригіналу за 1 вересня 2006. Процитовано 30 травня 2007. {{cite book}}: Проігноровано невідомий параметр |df= (довідка)
- Heisenberg, Werner (2007) [1958]. Physics and Philosophy: The Revolution in Modern Science. New York, NY: Harper Perennial Modern Classics. с. 76–92. ISBN 978-0061209192.
- Hume, David (2008) [1777]. Millican, Peter (ред.). An Enquiry concerning Human Understanding. Oxford, UK: Oxford university Press. ISBN 978-0199549900. Архів оригіналу за 7 жовтня 2008. Процитовано 28 серпня 2006. {{cite book}}: Проігноровано невідомий параметр |df= (довідка)
- Jenkins, C. S. (May 2008). A Priori Knowledge: Debates and Developments. Philosophy Compass. 3 (3): 436—450. doi:10.1111/j.1747-9991.2008.00136.x. Архів оригіналу за 5 січня 2013.
- Kant, Immanuel (1783). Prolegomena zu einer jeden künftigen Metaphysik [Prolegomena to any Future Metaphysics]. Архів оригіналу за 31 серпня 2000. {{cite book}}: Проігноровано невідомий параметр |df= (довідка)
- Kripke, Saul (2013) [1972]. Naming and Necessity. Semantics of Natural Language. Synthese Library. № 40 (вид. 2nd). Springer. ISBN 978-9027703101.
- Leibniz, Gottfried (1976) [1714]. Monadology. У Loemker, Leroy E. (ред.). Philosophical Papers and Letters: A Selection. Synthese Historical Library. Т. 2 (вид. 2nd). Dordrecht: Kluwer Academic Publishers. ISBN 978-9027706935.
- Locke, John (1689). Nidditch, Peter H. (ред.). An Essay Concerning Human Understanding. Clarendon Edition of the Works of John Locke. Oxford, UK: Oxford University Press. ISBN 978-0198245957. Архів оригіналу за 29 серпня 2006. Процитовано 29 серпня 2006. {{cite book}}: Проігноровано невідомий параметр |df= (довідка)
- Palmquist, Stephen (September 1987a). A Priori Knowledge in Perspective: (I) Mathematics, Method and Pure Intuition. The Review of Metaphysics. 41 (1): 3—22.
- Plato (1997) [380 B.C.]. Meno. У Cooper, John M.; Hutchinson, D. S. (ред.). Plato: Complete Works. Indianapolis, IN: Hackett Publishing Co. ISBN 978-0872203495.